# Amico Bignami
Amico Bignami (Bologna, 15 aprile 1862 – Roma, 8 settembre 1929) è stato un medico italiano.

## Biografia
Si laureò in medicina a Roma nel 1882, dove lavorò con Giuseppe Bastianelli sotto la direzione di Ettore Marchiafava, con i quali compì importanti studi sulla malaria. Nel 1896 ipotizzò che la trasmissione all'uomo del plasmodio della malaria avvenisse con la puntura, durante il pasto ematico dell'anofele femmina e non morendo come aveva erroneamente proposto sir Patrick Manson. Con Angelo Celli (1862-1919) e Giuseppe Bastianelli, nel 1899 realizzò la prima infezione sperimentale e con Ettore Marchiafava definì Plasmodium vivax e Plasmodium falciparum, come specie differenti.
Nel 1896 fu direttore degli Ospedali Riuniti di Roma. Nel 1906, divenne professore di patologia generale all'Università La Sapienza di Roma.
Nel 1897, con Ettore Marchiafava, osservò la demielinizzazione del corpo calloso nel cervello di un paziente alcolista, e nel 1903 pubblicò una descrizione completa della demenza degli alcolisti, oggi nota come morbo di Marchiafava o Sindrome di Marchiafava-Bignami.

## Curiosità
Nel 1919 Bignami, che era di orientamento scettico e razionalista, fu interpellato per una diagnosi clinica delle stimmate di Padre Pio. Il 26 luglio dello stesso anno il rapporto da lui consegnato recitava che il presunto sangue sulle fasce che ricoprivano le mani era tintura di Iodio ed escludendo categoricamente una causa soprannaturale già ad un primo esame. Alla stessa diagnosi pervenne monsignor Pasquale Gagliardi, arcivescovo di Manfredonia, che il 3 luglio 1922 presentò rapporto a papa Pio XI. Queste dichiarazioni provocarono il decreto ufficiale di sconfessione di Padre Pio da parte del Sant'Uffizio il 31 maggio 1923, che tuttora non risulta revocato, nonostante la dichiarazione di santità del 16 giugno 2002.

## Fondo
Si conserva il suo fondo, composto di diversi contributi scientifici.

## Opere
- Ricerche sull'anatomia patologica delle perniciose. 1890
- Sulle febbri malariche estivo-autunnali. 1892.
- La malaria e le zanzare. 1899
- con Giovanni Battista Grassi. La infezione malarica. 1902.